# Simone Roganti
Simone Roganti (Spoltore, 25 de agosto de 2003-Spoltore, 30 de agosto de 2024) fue un ciclista profesional italiano.

## Trayectoria
Miembro del equipo MG.K Vis Colors for Peace, Roganti se formó en la escuela de ciclismo «Nuova Spiga Aurea». En 2020 compitió por primera vez de manera profesional en el Giro de Sicilia. En 2021 participó en el Giro della Lunigiana representando a Italia.
En 2024, terminó en el duodécimo lugar formando parte del equipo MG.K Vis durante la clasificación juvenil en Coppi e Bartali, y decimoquinto en la misma clasificación en el Giro de los Abruzzos. Ese mismo año terminó en séptima posición en el Giro del Valle de Aosta, después de haber logrado el séptimo lugar en la primera etapa entre Saint-Gervais y Passy y un segundo puesto en el Giro del Veneto.
La 34ª edición del Trofeo SC Corsanico fue su última carrera, disputada el 25 de agosto, día en que cumplió sus 21 años, terminando en el noveno puesto. El 15 de septiembre debía competir en el Trofeo Matteotti.

## Muerte
El 30 de agosto de 2024, murió a los 21 años tras sufrir un infarto en su domicilio de Spoltore.